# Puchar Miast Targowych (1958/1960)
II Puchar Miast Targowych 1958/1960

(ang. Inter-Cities Fairs Cup)

## 1/8 finału
| Bazylea XI – FC Barcelona 1:2 i 2:5 1 12.11 1958 0:1 Juan de Macedo Filho „Evaristo” 54, 1:1 Robert Hosp 76, 1:2 Enrique Gensana 80 2 06.01 1959 0:1 Ramon Villaverde 15, 0:2 Zoltan Czibor 23, 0:3 Juan de Macedo Filho „Evaristo” 34, 0:4 Hermes Gonzalez 55, 1:4 Josef Hügi II 69k, 2:4 Rudolf Burger 77, 2:5 Zoltan Czibor 86                                                                                    |
| Inter Mediolan – Olympique Lyon 7:0 i 1:1 1 10.12 1958 1:0 Antonio Angelillo 17, 2:0 Antonio Angelillo 28, 3:0 Eddy Firmani 37, 4:0 Bengt Lindskog 56, 5:0 Eddy Firmani 72, 6:0 Eddy Firmani 75, 7:0 Eddy Firmani 79 2 14.01 1959 0:1 Lucien Cossou 19, 1:1 Renzo Rovatti 70 |
| Kopenhaga XI – Chelsea F.C. 1:3 i 1:4 1 30.09 1958 0:1 Michael Harrison 13, 1:1 Harald Gronemann 25, 1:2 James Greaves 54, 1:3 Anthony Nicholas 90 2 04.11 1958 0:1 George Lees 6s, 1:1 Villy Schøne 7, 1:2 James Greaves 44, 1:3 James Greaves 70, 1:4 Richard Sillett 72 KOPENHAGA składała się głównie z piłkarzy klubu Frem i grała w koszulkach tego klubu                                                      |
| Belgrad XI – Lausanne Sports 6:1 i 5:3 1 24.09 1958 0:1 Egon Jonsson 2, 1:1 Miloš Milutinović 40, 2:1 Bora Kostić 58, 3:1 Bora Kostic 63, 4:1 Rajko Mitić 65, 5:1 Ljubomir Ognjanović 67k, 6:1 Miloš Milutinović 88 2 22.10 1958 1:0 Anton Rudinski 13, 1:1 René Regamey 29, 2:1 Bora Kostić 32, 2:2 Roland Stalder 53, 2:3 Roland Stalder 62, 3:3 Anton Rudinski 75, 4:3 Dragoslav Šekularac 87, 5:3 Bora Kostić 89 |
| Union Saint-Gilloise – Lipsk XI 6:1 i 0:1 1 29.10 1958 1:0 Paul van den Berg 12, 2:0 Roger van Cauwelaert 16, 3:0 Hubert van Dormael 40, 4:0 Paul van den Berg 51, 5:0 Hubert van Dormael 59, 6:0 Roger van Cauwelaert 62, 6:1 Dieter Scherbarth 86 2 04.03 1959 0:1 Dieter Scherbarth 64 |
| Hannover 96 – AS Roma 1:3 i 1:1 1 09.11 1958 0:1 Filippo Tasso 25, 1:1 Georg Kellermann 69, 1:2 Dino da Costa 64, 1:3 Dino da Costa 76 2 07.01 1959 1:0 Gerd Gollnow 4, 1:1 Filippo Tasso 23 |
| Zagrzeb XI – Újpest 4:2 i 0:1 1 26.11 1958 1:0 Jozsef Győrvari 19s, 1:1 Ferenc Szusza 31, 2:1 Drazen Jerković 33, 2:2 Jozsef Bencsics 40, 3:2 Drazen Jerković 55, 4:2 Vladimir Lacković 70 2 03.12 1958 0:1 Jozsef Szini 73 |
| Kolonia XI – Birmingham City 2:2 i 0:2 1 14.10 1958 1:0 Franz Brungs 7, 2:0 Hans Pfeiffer 12, 2:1 Richard Neal 40, 2:2 Harry Hooper 60 2 11.11 1958 0:1 Bernard Larkin 59, 0:2 Brian Taylor 67 |

## 1/4 finału
| FC Barcelona – Inter Mediolan 4:0 i 4:2 1 07.05 1959 1:0 Enrique Ribelles 10, 2:0 Enrique Ribelles 34, 3:0 Ramon Villaverde 77, 4:0 Juan Segarra 81 2 30.09 1959 1:0 Eulogio Martinez 7, 1:1 Eddy Firmani 50, 2:1 Ladislao Kubala 51, 2:2 Mario Mereghetti 58, 3:2 Eulogio Martinez 74, 4:2 Ladislao Kubala 88 |
| Chelsea F.C. – Belgrad XI 1:0 i 1:4 1 29.04 1959 1:0 Peter Brabrook 30 2 13.05 1959 0:1 Aleksandar Petaković 3, 0:2 Branislav Mihajlović 42, 1:2 Peter Brabrook 51, 1:3 Bora Kostić 65, 1:4 Branislav Mihajlović 86                                                                                            |
| Union Saint-Gilloise – AS Roma 2:0 i 1:1 1 22.04 1959 1:0 Hubert van Dormeal 35, 2:0 Jean-Pierre Janssens 61 2 13.05 1959 0:1 Dino da Costa 23, 1:1 Paul van den Berg 41 |
| Birmingham City – Zagrzeb XI 1:0 i 3:3 1 06.05 1959 1:0 Bernard Larkin 41 2 24.05 1959 0:1 Bernard Larkin 32, 0:2 Harry Hooper 47, 1:2 Dionizije Dvornić 52, 1:3 Bernard Larkin 62, 2:3 Dionizije Dvornić 72, 3:3 Franjo Gaspert 87                                                                            |

## 1/2 finału
| Belgrad XI – FC Barcelona 1:1 i 1:3 1 28.10 1959 0:1 Juan de Macedo Filho „Evaristo” 44, 1:1 Bora Kostić 69 2 09.12 1959 0:1 Ladislao Kubala 5, 1:1 Branislav Mihajlović 43, 1:2 Juan de Macedo „Evaristo” Filho 57, 1:3 Eulogio Martinez 87 |
| Union Saint-Gilloise – Birmingham City 2:4 i 2:4 1 07.10 1959 1:0 Jean-Pierre Janssens 8, 1:1 Harry Hooper 27, 1:2 John Gordon 39, 2:2 Roger van Cauwelaert 47, 2:3 Brian Taylor 72, 2:4 James Barret 80 2 11.11 1959 0:1 John Gordon 15, 0:2 Bernard Larkin 32, 1:2 Jean-Pierre Janssens 61, 1:3 John Gordon 62, 2:3 Henri Diricx 78k, 2:4 Harry Hooper 90k |

## Finał
| Birmingham City – FC Barcelona 0:0 i 1:4 |
| 29 marca 1960 Birmingham St Andrews Stadium (40 524) Birmingham City – FC Barcelona 0:0 Sędzia: Lucien van Nuffel (Belgia) Birmingham City Football Club (trener Albert E. „Pat” Beasley): John Schofield – Brian Farmer, George Allen, John Watts, Trevor Smith (kapitan), Richard Neal, Gordon Astall, John Gordon, Donald Weston, Bryan Orrit, Harry Hooper Club de Futbol Barcelona (trener Helenio Herrera): Antonio Ramallets – Fernando Olivella, Sigfrido Gracia, Juan Segarra (kapitan), Francisco Rodri, Enrique Gensana, Luis Coll, Ladislao Kocsis, Eulogio Martinez, Enrique Ribelles, Ramon Villaverde |
| 4 maja 1960 Barcelona Camp Nou (70 000) FC Barcelona – Birmingham City 4:1 (2:0) Sędzia: Lucien van Nuffel (Belgia) Bramki: 1:0 Eulogio Martinez 3, 2:0 Zoltan Czibor 6, 3:0 Zoltan Czibor 48, 4:0 Luis Coll 78, 4:1 Harry Hooper 82 Club de Futbol Barcelona (trener Helenio Herrera): Antonio Ramallets – Fernando Olivella, Sigfrido Gracia, Martin Verges, Francisco Rodri, Juan Segarra (kapitan), Luis Coll, Enrique Ribelles, Eulogio Martinez, Ladislao Kubala, Zoltan Czibor Birmingham City Football Club (trener Albert E. „Pat” Beasley): John Schofield – Brian Farmer, George Allen, John Watts, Trevor Smith (kapitan), Richard Neal, Gordon Astall, John Gordon, Donald Weston, Peter Murphy, Harry Hooper |